# きてよパーマン
- 藤子不二雄 > アニメ > きてよパーマン
- 藤子不二雄（連載） > 藤子・F・不二雄（著作） > パーマン > きてよパーマン

「きてよパーマン」は、1983年にテレビ朝日で放送されたアニメ『パーマン』（第2作）の主題歌として制作された楽曲である。作詞・藤子不二雄」、作曲・古田喜昭、編曲・たかしまあきひこ。
TBSテレビで放送されたアニメ第1作の主題歌「ぼくらのパーマン」に引き続いてパーマン1号/須羽ミツ夫役の三輪勝恵がメインヴォーカルを担当しており、コーラスのコロムビアゆりかご会と共同でクレジットされている。
本項では、日本コロムビアが発売したシングルの両A面扱いで古田喜昭が歌うエンディング曲「パーマンはそこにいる」についても解説する。

## 解説
1983年に15年ぶりのリメイク作品としてテレビ朝日系で放送されたアニメ第2作の主題歌である。第1作の主題歌「ぼくらのパーマン」と同様に原作者の藤子不二雄本人が作詞しており、メインヴォーカルも主演の三輪が引き続き担当することになった。放送終了後の2003年公開された映画『Pa-Pa-Pa ザ★ムービー パーマン』および、続編『Pa-Pa-Pa ザ★ムービー パーマン タコDEポン!アシHAポン!』でもそのままオープニングとして使われている。
2021年刊行の『アニメディスクガイド80's』では「パーマン（須羽ミツ夫）役の三輪勝恵の明朗歌唱と景気のいいブラスに心躍る王道アニソン」と評されている。
神奈川県川崎市に藤子・F・不二雄ミュージアムが開館した2011年9月3日からは、同館に近い小田急小田原線登戸駅の2番ホームにおいて本曲が接近メロディとして使用されている（音源はオルゴール調にアレンジされたものを使用）。また、開館5周年を迎えた2016年9月3日には、同駅の東日本旅客鉄道（JR東日本）南武線ホームの2番線にも発車メロディとして導入された（音源は塩塚博がアレンジしたものを使用）が、こちらは2025年3月15日から同線がワンマン運転を開始したことに伴い、使用を終了している。

### パーマンはそこにいる
B面収録（ジャケット上は両A面扱い）の「パーマンはそこにいる」はアニメのエンディング曲。作詞・小谷夏（久世光彦）、作曲・古田喜昭、編曲・たかしまあきひこ。
当初は別の歌手を起用する予定であったが、作曲者の古田が吹き込んだテープの仮歌が高く評価されたためそのまま古田の歌唱で収録されることになった。第1作主題歌「ぼくらのパーマン」では「91キロ」と歌われていたパーマンの飛行速度が新設定に合わせて「119キロ」とされているのを始め、原作の旧設定で「スーパーマンには及ばない」と説明された経緯を踏まえる「スーがスーッと消えて」という歌詞が含まれている。また、2番の歌詞では忍者ハットリくんに言及されているが、パーマンとハットリくんは映画『超能力ウォーズ』と『忍者怪獣ジッポウVSミラクル卵』で共演している（連載漫画の執筆は2本とも安孫子素雄）。

## 収録アルバム
「きてよパーマン」「パーマンはそこにいる」の2曲とも、アルバム収録は1983年5月にコロムビアが発売したLPレコード『最新テレビまんが大行進』（CZ-7215）のトラック11・12が最初だった。CD収録は多数にのぼるため、主要なものを挙げる。
- 『藤子不二雄まんが主題歌集 〜ドラえもんからオバQまで〜』（32C35-7617）
- 『藤子不二雄テレビアニメ主題歌集』（30CC-1675）
- 『ドラえもん・パーマン・エスパー魔美 藤子・F・不二雄テレビアニメ作品集』（CC-3594）
- 『パーマン ザ★ベスト』（COCX-32608）[8]
- 『藤子・F・不二雄 アニメ主題歌・挿入歌集』（COCX-37007〜37008）
- 『藤子・F・不二雄 生誕80周年 藤子・F・不二雄大全集』（COCX-38881〜38885）